# Oceanografia chimica

Ciclo del carbonio

L'oceanografia chimica è la disciplina scientifica che si occupa dello studio degli aspetti e dei processi legati agli elementi chimici presenti nelle acque oceaniche della Terra. L'oceano rappresenta un sistema chimico particolare e "unico" in quanto contiene, in quantità maggiori o minori, quasi tutti gli elementi della tavola periodica.
Particolare importanza assume, nell'ambito della oceanografia chimica, la descrizione dei cicli biogeochimici di questi elementi sia all'interno dell'oceano che in relazione con le altre sfere terrestri. Questi cicli sono solitamente caratterizzati come flussi quantitativi tra le riserve oceaniche e come tempi di residenza nell'oceano. Di particolare interesse globale e climatico sono i cicli che riguardano gli elementi biologicamente attivi come il carbonio, l'azoto e il fosforo, così come quelli che riguardano importanti elementi in tracce come il ferro.
Un'altra importante area di studio della oceanografia chimica è rappresentata dalla natura degli isotopi (vedi geochimica isotopica) e dal loro utilizzo come traccianti per la comprensione dei processi oceanografici e climatici presenti e passati. Per esempio, l'incidenza di 18O (isotopo pesante dell'ossigeno) può essere utilizzata quale indicatore dell'estensione degli inlandsis polari, mentre gli isotopi del boro sono indicatori chiave del pH e del contenuto di anidride carbonica degli oceani nei tempi passati.